# Clydonodozus fulvithorax
Clydonodozus fulvithorax är en tvåvingeart som beskrevs av Alexander 1926. Clydonodozus fulvithorax ingår i släktet Clydonodozus och familjen småharkrankar.
Artens utbredningsområde är Kamerun. Inga underarter finns listade i Catalogue of Life.